# Kreis Falkenberg O.S.

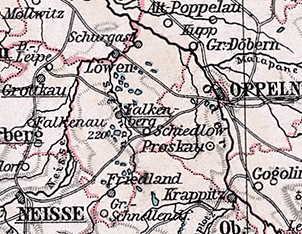
Kreis Falkenberg, 1905

Der Kreis Falkenberg O.S. war ein preußischer Landkreis in Oberschlesien, der in den Jahren 1743 bis 1945 bestand. Seine Kreisstadt war die Stadt Falkenberg O.S. Das frühere Kreisgebiet liegt heute in der polnischen Woiwodschaft Oppeln.

## Verwaltungsgeschichte

### Königreich Preußen
Nach der Eroberung des größten Teils von Schlesien wurden von König Friedrich II. im Jahr 1742 in Niederschlesien und im Jahr 1743 auch in Oberschlesien preußische Verwaltungsstrukturen eingeführt. Dazu gehörten die Einrichtung zweier Kriegs- und Domänenkammern in Breslau und Glogau sowie deren Gliederung in Kreise und die Einsetzung von Landräten. Die Ernennung der Landräte in den oberschlesischen Kreisen erfolgte auf einen Vorschlag des preußischen Ministers für Schlesien Ludwig Wilhelm von Münchow hin, dem Friedrich II. im Februar 1743 zustimmte.
Im Fürstentum Oppeln, einem der schlesischen Teilfürstentümer, wurden aus den alten schlesischen Weichbildern preußische Kreise gebildet, darunter auch der Kreis Falkenberg. Der Kreis Falkenberg unterstand zunächst der Kriegs- und Domänenkammer Breslau und wurde im Zuge der Stein-Hardenbergischen Reformen dem Regierungsbezirk Oppeln der Provinz Schlesien zugeordnet.
Bei der Kreisreform vom 1. Januar 1818 im Regierungsbezirk Oppeln wurden die Kreisgrenzen wie folgt geändert:
- Die Dörfer Bauschwitz, Bielitz, Groß Mahlendorf, Hermannshof, Kaltecke, Lamsdorf und Schaderwitz wechselten aus dem Kreis Neisse in den Kreis Falkenberg.
- Die Dörfer Grüben und Sonnenberg wechselten aus dem Kreis Grottkau in den Kreis Falkenberg.
- Die Dörfer Baumgarten, Ellguth-Friedland, Ellguth-Tillowitz, Floste, Groditz, Hammer, Jamke, Michelsdorf, Piechotzütz, Plieschnitz, Puschine, Sabine, Schedliske, Schiedlow, Seifersdorf, Sokollnik, Tillowitz, Weiderwitz und Woistrasch wechselten aus dem Kreis Oppeln in den Kreis Falkenberg.

### Norddeutscher Bund/Deutsches Reich
Seit dem 1. Juli 1867 gehörte der Kreis zum Norddeutschen Bund und ab dem 1. Januar 1871 zum Deutschen Reich. Zum 8. November 1919 wurde die Provinz Schlesien aufgelöst und aus dem Regierungsbezirk Oppeln die neue Provinz Oberschlesien gebildet.
Ende der 1920er Jahre fand im Kreis Falkenberg O.S. entsprechend der Entwicklung im übrigen Freistaat Preußen eine Gebietsreform statt, bei der alle Gutsbezirke bis auf den Truppenübungsplatz Lamsdorf aufgelöst und benachbarten Landgemeinden zugeteilt wurden.
Am 1. April 1938 wurden die preußischen Provinzen Niederschlesien und Oberschlesien wieder zur Provinz Schlesien zusammengeschlossen. Zum 18. Januar 1941 wurde die Provinz Schlesien aufgelöst. Aus den Regierungsbezirken Kattowitz und Oppeln wurde die neue Provinz Oberschlesien gebildet.
Im Frühjahr 1945 wurde das Kreisgebiet von der Roten Armee besetzt. Im Sommer 1945 wurde das Kreisgebiet von der sowjetischen Besatzungsmacht gemäß dem Potsdamer Abkommen unter polnische Verwaltung gestellt. Im Kreisgebiet begann darauf der Zuzug polnischer Zivilpersonen. In der Folgezeit wurde die deutsche Bevölkerung größtenteils aus dem Kreisgebiet vertrieben; der noch verbliebenen wurde der Gebrauch der deutschen Sprache verboten.

## Einwohnerentwicklung
| Jahr | Einwohner | Quelle |
| ---- | --------- | ------ |
| 1795 | 15.184    | [ 9 ]  |
| 1819 | 23.828    | [ 10 ] |
| 1846 | 36.490    | [ 11 ] |
| 1871 | 40.585    | [ 12 ] |
| 1885 | 40.186    | [ 13 ] |
| 1900 | 38.000    | [ 14 ] |
| 1910 | 37.526    | [ 14 ] |
| 1925 | 38.772    | [ 15 ] |
| 1939 | 40.340    | [ 15 ] |

Bei der Volkszählung von 1939 waren 72 % der Einwohner katholisch und 28 % evangelisch.

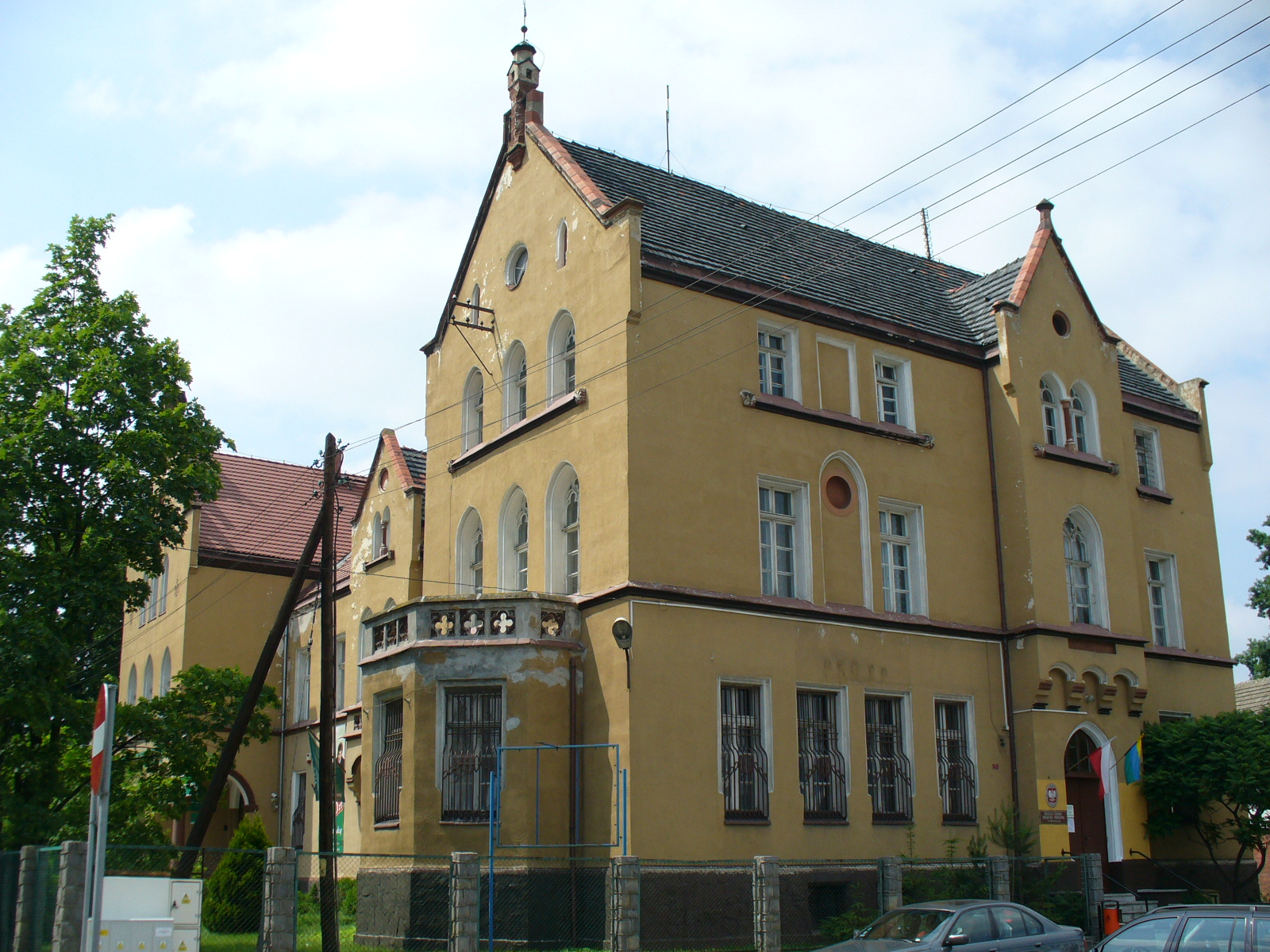
Das Landratsamtsgebäude

## Landräte
1745–175900Carl Gottlieb von Larisch
1762–177000Adam Friedrich von Eicke und Polwitz
1770–178500George Heinrich von Tschirschky
1785–180600Christian Friedrich von Arnstedt
1813–181800Ludwig Wilhelm von Ziegler und Klipphausen-Dambrau (* 26. März 1770; † 14. Juli 1845)
1818–183800Johann von Kalinowsky (* 15. Juni 1775; † 2. Juli 1849)
1839–184500Eduard Promnitz
1845–185600Hermann von Seherr
1858–186600Richard von Koppy
1866–188300Georg von Pückler
1883–190500Günther von Sydow
1905–191300Rudolf von Zastrow
1913–191400Tortilowicz von Batocki
1914–191800Kurt von Reibnitz
1918–193200Oskar Wackerzapp
1932–193400Ernst Laux
1934–194300Joachim Heine
1934–194500Karl Lange

## Kommunalverfassung
Der Kreis Falkenberg O.S. gliederte sich seit dem 19. Jahrhundert in die Städte Falkenberg O.S., Friedland und Schurgast, in Landgemeinden und in Gutsbezirke. Mit Einführung des preußischen Gemeindeverfassungsgesetzes vom 15. Dezember 1933 sowie der Deutschen Gemeindeordnung vom 30. Januar 1935 wurde zum 1. April 1935 das Führerprinzip auf Gemeindeebene durchgesetzt. Eine neue Kreisverfassung wurde nicht mehr geschaffen; es galt weiterhin die Kreisordnung für die Provinzen Ost- und Westpreußen, Brandenburg, Pommern, Schlesien und Sachsen vom 19. März 1881.

## Gemeinden
Der Kreis Falkenberg umfasste 1936 drei Städte und 75 Landgemeinden:
| - Arnsdorf - Baumgarten - Bauschwitz - Bielitz - Borkwitz - Brande - Dambrau - Deutsch Jamke - Ellguth-Hammer - Ellguth-Tillowitz - Falkenberg O.S., Stadt - Floste - Friedland O.S., Stadt - Geppersdorf - Golschwitz - Graase - Groditz - Groß Mahlendorf - Groß Mangersdorf - Groß Sarne | - Groß Schnellendorf - Grüben - Guhrau - Guschwitz - Heidersdorf - Hilbersdorf - Hillersdorf - Jakobsdorf - Jamke - Jatzdorf - Julienthal - Karbischau - Kirchberg - Klein Mangersdorf - Klein Sarne - Klein Schnellendorf - Kleuschnitz - Korpitz - Lamsdorf - Lippen | - Mauschwitz - Michelsdorf - Mullwitz - Neuleipe - Niewodnik - Nikoline - Norok - Nüßdorf - Petersdorf - Piechotzütz - Plieschnitz - Puschine - Ranisch - Raschwitz - Rauske - Rautke - Rogau - Roßdorf - Sabine - Schaderwitz | - Schedlau - Schedliske - Scheppanowitz - Scheppelwitz - Schiedlow - Schönwitz - Schurgast, Stadt - Seifersdorf - Sonnenberg - Sorge - Springsdorf - Stroschwitz - Tarnitze - Tillowitz - Weiderwitz - Weißdorf - Weschelle - Wiersbel |

Zum Kreis gehörte außerdem der gemeindefreie Truppenübungsplatz Lamsdorf. Am 31. Oktober 1928 wurden die Landgemeinden Ellguth-Friedland und Hammer zur Landgemeinde Ellguth-Hammer sowie die Landgemeinden Woistrasch und Floste zur Landgemeinde Floste-Woistrasch zusammengeschlossen.

## Ortsnamen
1936/37 wurden im Kreis Falkenberg O.S. zahlreiche Gemeinden (zum Teil mehrfach) umbenannt:
| - Bauschwitz → Bauschdorf - Borkwitz → Borkenhain - Deutsch Jamke → Mittenwalde - Ellguth-Tillowitz → Steinaugrund - Golschwitz → Eichenried - Groditz → Burgstätte - Guschwitz → Buchengrund - Jamke → Heinrichshof - Korpitz → Korndorf - Mauschwitz → Mauschdorf - Niewodnik → Fischbach - Nikoline → Niklasfähre - Norok → Wolfsgrund - Piechotzütz → Pechwalde → Bauerngrund | - Plieschnitz → Fuchsberg - Puschine → Erlenburg - Raschwitz → Raschdorf → Rauschwalde - Sabine → Annahof - Schaderwitz → Schadeberg - Schedliske → Waldsiedel - Scheppanowitz → Stefansfeld - Scheppelwitz → Steffansgrund - Schiedlow → Goldmoor - Stroschwitz → Straßendorf - Tarnitze → Dornfeld - Weiderwitz → Weidendorf - Weschelle → Freudendorf - Wiersbel → Weidengut |

## Persönlichkeiten
- Wilhelm Goldmann (1897–1974), Verleger (Goldmann Verlag)
- Manfred Oswald Ernst Schönfelder, Chirurgieprofessor